# Атманай (Акимовский район)
Атманай (укр. Атманай) — село,
Атманайский сельский совет,
Акимовский район,
Запорожская область,
Украина.
Код КОАТУУ — 2320380201. Население по переписи 2001 года составляло 992 человека.
Является административным центром Атманайского сельского совета, в который, кроме того, входят сёла
Волчье,
Новое,
Солёное и ликвидированное село
Озёрное.

## Географическое положение
Село Атманай находится на берегу Утлюкского лимана.
Рядом с селом через лиман сделана 4,5 км дамба.

## История
Село было основано в 1841 году. В XIX веке Атманай был зерноводческим и овцеводческим имением Филибера, известного в Таврической губернии садовода и земледельца. Несколько конюшен XIX века сохранились в селе до сих пор.
В годы УССР в Атманае работал племзавод на 30 тысяч голов скота, преимущественно специализировавшийся на овцеводстве. В селе была построена комфортабельная гостиница, открыт зверинец.
В 1977 году Атманай стал центром сельского совета.
После 1992 года, в результате распада СССР, в хозяйстве села начался кризис. В начале 2000-х очередные инвесторы, взявшиеся за восстановление сельскохозяйственной инфраструктуры, выкопали и продали трубы оросительной системы. Положительные тенденции в хозяйстве наметились только в 2006 году, когда директором племзавода ООО «Атманай» стал Валерий Гермаковский. У пайщиков была арендована земля, смонтирована капельная оросительная система, посажены новые виноградники, началось восстановление конюшен и овчарен, возрождена конно-спортивная школа.

## Происхождение названия
Название одноимённой реки, возле которой было образовано село, происходит от слов «ат» (лошадь) и «манаат» (недоступная) из-за заболоченных берегов, недоступных для лошадей.

## Экономика
- «Атманай», ОАО.
- Племзавод «Атманай», ООО. На базе племзавода проводится открытое первенство Запорожской области по конному спорту на Кубок Филибера.[6]

## Объекты социальной сферы
- Школа.[7]
- Детский сад.
- Больница.
- Дом культуры.
- Конно-спортивная школа.[4]
- Гостиница (принадлежит племзаводу).[8]

## Достопримечательности
- Братская могила советских воинов.
- Зоопарк в Атманае уничтожен. В частном зверинце содержались бурые медведи, дикие кабаны.[4]
- Зелёная усадьба Атманай